# Robert Delandre
Robert Delandre fue un escultor francés, nacido el 6 de octubre de 1879 en Elbeuf y fallecido el 2 de junio de 1961 en París. Alumno de Alexandre Falguière y de Denys Puech.

## Datos biográficos
Nació el 6 de octubre de 1879 en Elbeuf, (Seine-Inférieure)
Falleció el 2 de junio de 1961 en París a los 81 años

## Obras

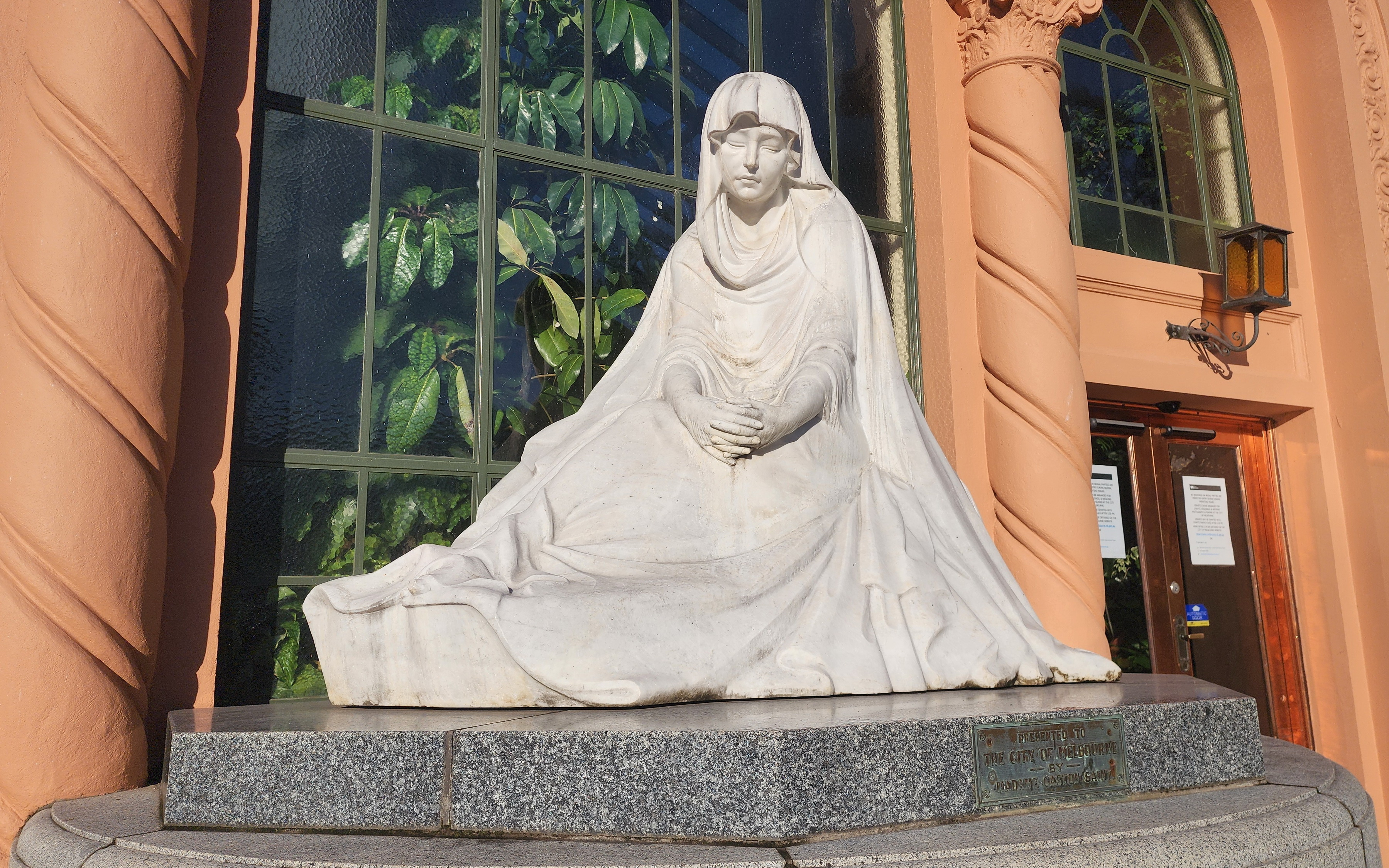
Statue of Meditation (Estatua de meditación) en Conservatory, Fitzroy Gardens, Melbourne

Entre las mejores y más conocidas obras de Robert Delandre se incluyen las siguientes:
- El viento y las hojas - Le Vent et la Feuille (expuesta en el Salón de artistas franceses de 1912 )imagen
- Monumento a los muertos de Fère-Champenoise
- Monumento a los muertos de Cutry
- Monumento a los muertos de Freneuse (1920)
- Monumento a los muertos , jardines del ayuntamiento de Oissel (1921)[2]

- Monumento a los muertos, Plaza de la Liberación en Saint-Étienne-du-Rouvray (1926)
- Monumento a Charles Frémine y su hermano Aristide en Bricquebec (1929)
- Monumento a la tripulación y viajeros del hidroavión Latham 47 - Monument À ceux du Latham 47 , en Caudebec-en-Caux (1931)[3] con el arquitecto Louis Rey y el ingeniero Léon Terzakian.
- Monument de Neuf-Marché
- La meditación - Méditation, jardines de Fitzroy, Melbourne ( Australia)[4]
- Busto de Alexis Ballot-Beaupré, Tribunal de Casación, Palacio de Justicia de París
- Estatua de Césaire Levillain, Le Grand-Quevilly (1954)
- Monumento a Pierre Simon Laplace, Beaumont-en-Auge, Calvados; inaugurado el 3 de julio de 1932, en una ceremonia presidida por el mariscal Louis Franchet d'Espèrey[5]
- Tumba de la familia Saint en el Cementerio monumental de Rouen, mármol.[6]